# Gunna Breuning-Storm

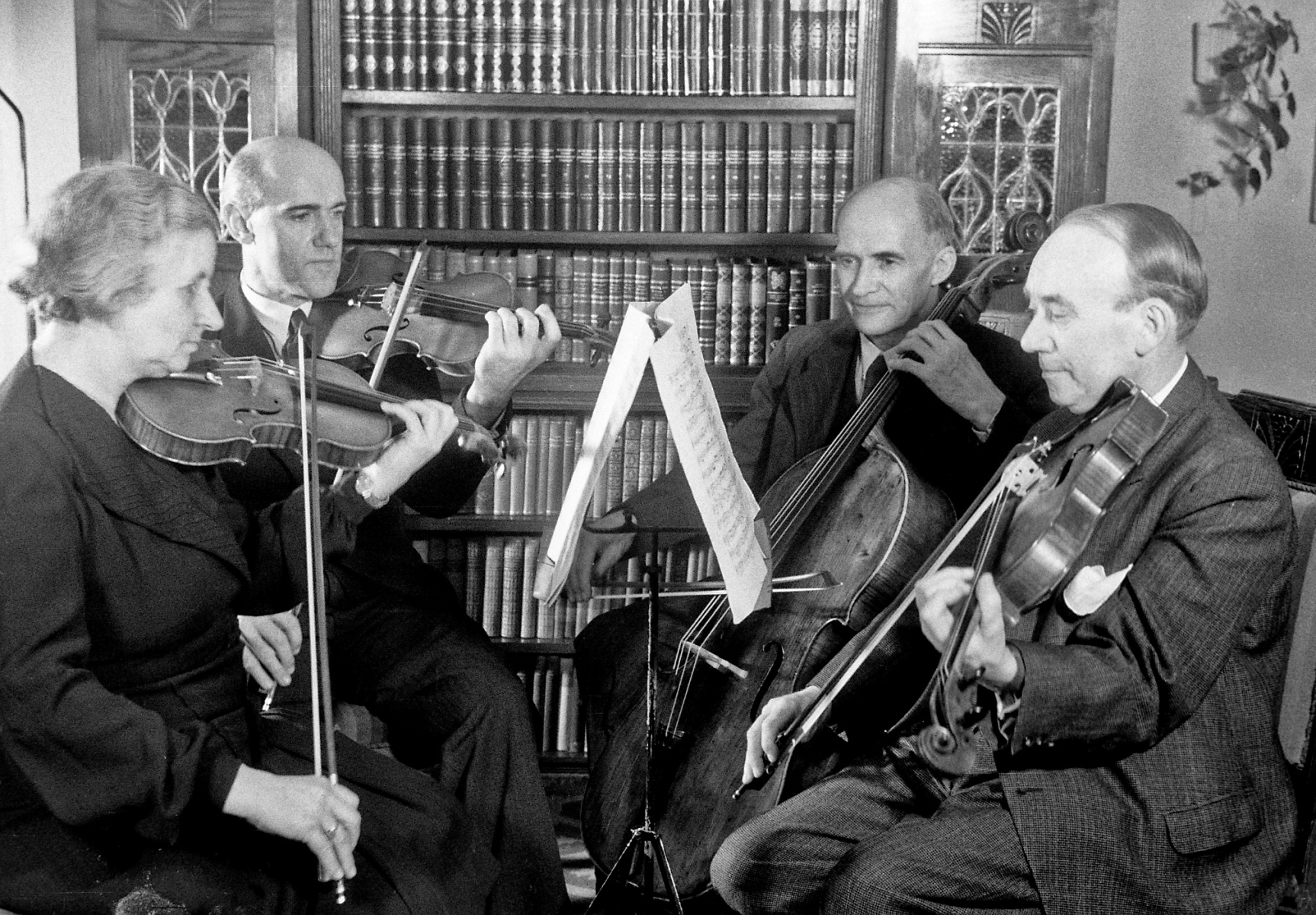
Gunna Breuning-Storm (links) in 1945

Gunna Breuning-Storm (Kopenhagen, 25 januari 1891 – aldaar 24 april 1966) was een Deens violiste.
Breuning-Storm was een leerling van Anton Svendsen en na 1907 bij Henri Marteau. Ze debuteerde in 1907 en trok meteen de aandacht door haar goede vioolspel. Men was even bang dat het talent verloren zou gaan, als ze zou gaan trouwen; iets wat bij eerdere vrouwelijke musici het geval was geweest. In 1910 verstigde zich in Duitsland en speelde daar onder meer met het Berliner Philharmoniker onder dirigenten als Arthur Nikisch, Max Reger en Felix Weingartner. In 1914 keerde ze terug naar Denemarken vanwege de Eerste Wereldoorlog. Ze gaf toen ook concerten in Zweden waarbij ze de vioolsonaten van Emil Sjögren speelde. Haar kamermuziekensemble, het Breuning-Bache kwartet, was actief tussen 1919 en 1956 en was bekend in kleine kring. Met dat strijkkwartet speelde ook de toen nog “moeilijk” geachte muziek van bijvoorbeeld Arnold Schönberg. Breuning-Storm speelde niet alleen in Scandinavië, maar ook in Duitsland en het Verenigd Koninkrijk. Tussen 1918 en 1923, was zij docent aan de Koninklijk Conservatorium van Kopenhagen. In 1925 werd ze nog dirigent van het amateurorkest Euphrosyne. Dat was een nieuwigheid voor Denemarken, men was niet gewend aan een vrouwelijke dirigent. In 1926 werd ze lid van Det Kongelige Kapel. Dat ging niet zonder slag of stoot. Tot kort daarvoor mochten vrouwelijk musici niet toetreden tot dat orkest, behalve dan als harpist. Victor Bendix probeerde haar in het orkest te krijgen, maar de leidende vereniging hield dat nog af. In 1926 kon ze wel voorspelen, want toen waren ook de strijkinstrumenten ”vrijgesteld” voor vrouwen.  
Breuning-Storm  werd in 1931 onderscheiden met het Tagea Brandt Rejselegat, een beurs voor vrouwelijke wetenschappers en kunstenaars. In 1935 ontving ze de prijs Ingenio et Arti tijdens het 60-jarig bestaan van Euphrosyne. Christian Sinding droeg zijn Sonate im alten Stil aan haar op, ze gaf de première van dat werk samen met Hildur Anderson. Overigens kende Sinding Marteau goed; Marteau speelde (relatief) vaak de vioolconcerten van Sinding. 
Ze bleef haar gehele leven ongehuwd.
- Gemeinsame Normdatei: 107842683X
- MusicBrainz: ee2ee934-9334-4f45-a37c-c5f2f9b60151
- Virtual International Authority File: 292144782964887530088
- WorldCat: E39PBJmXKw6P64pPPr7jkKmGHC